# 7e Satellite Awards
De uitreiking van de 7e Satellite Awards, waarbij prijzen werden uitgereikt in verschillende categorieën voor film en televisie uit het jaar 2002, vond plaats in Los Angeles op zondag 12 januari 2003.

## Film

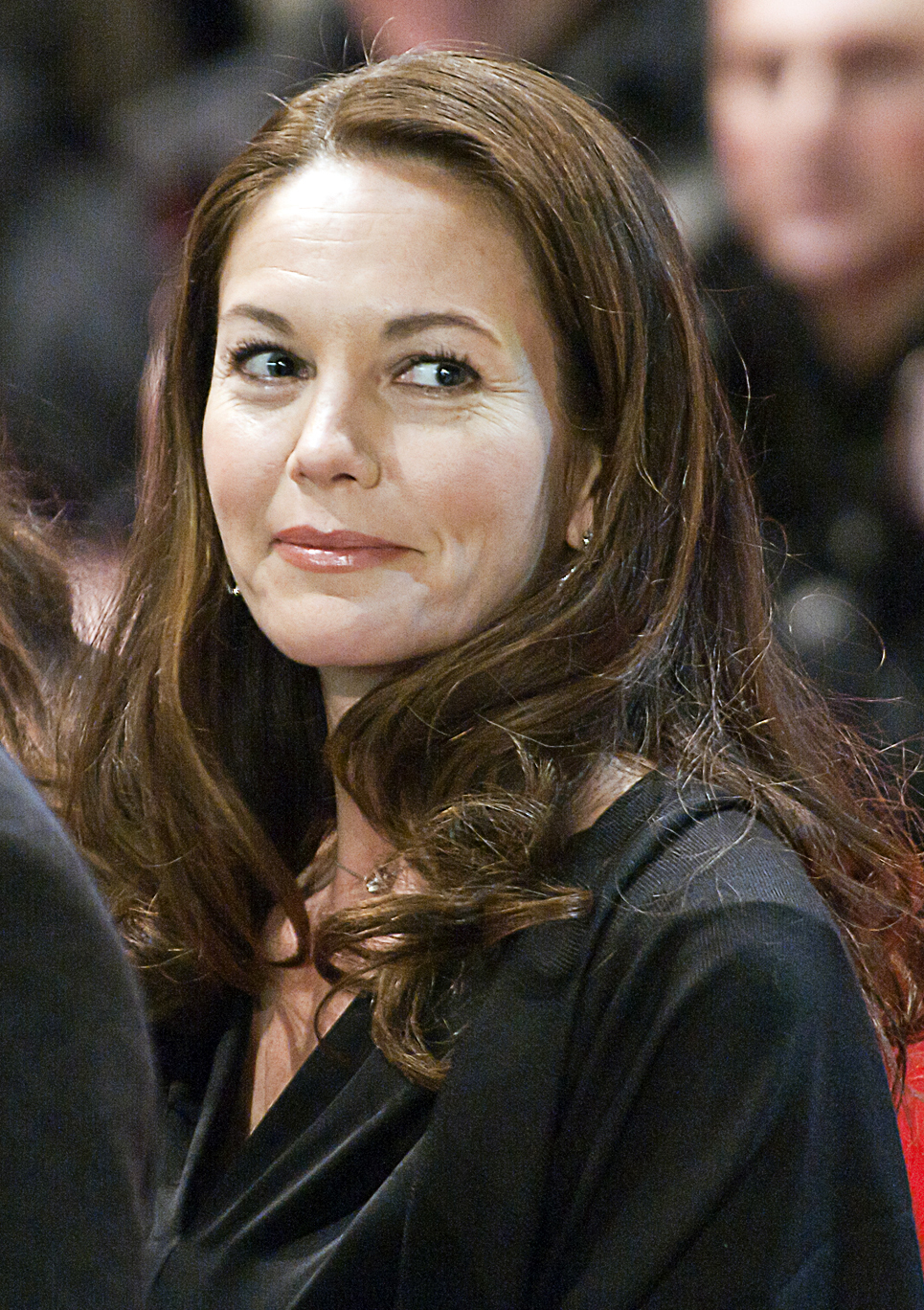
Diane Lane (Unfaithful), winnaar beste actrice in een dramafilm

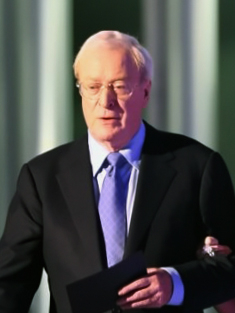
Michael Caine (The Quiet American), ex aequo winnaar beste acteur in een dramafilm

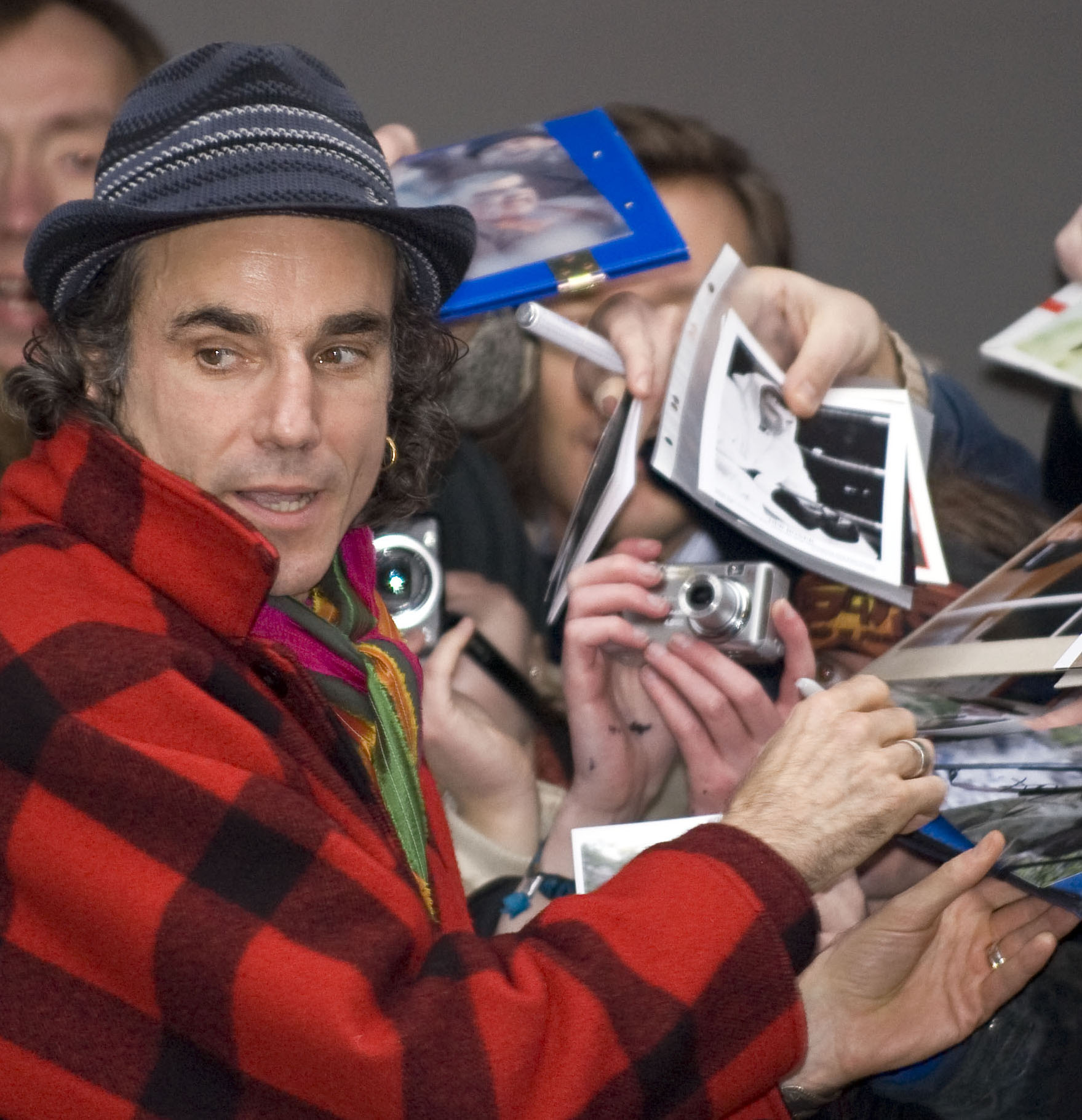
Daniel Day-Lewis (Gangs of New York), ex aequo winnaar beste acteur in een dramafilm

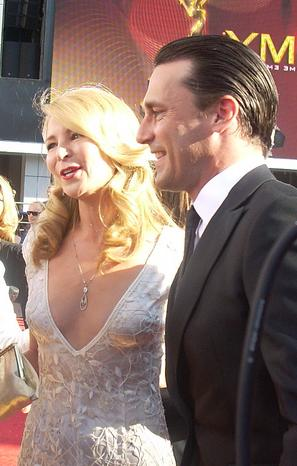
Jennifer Westfeldt (Kissing Jessica Stein), winnaar beste actrice in een komische of muzikale film

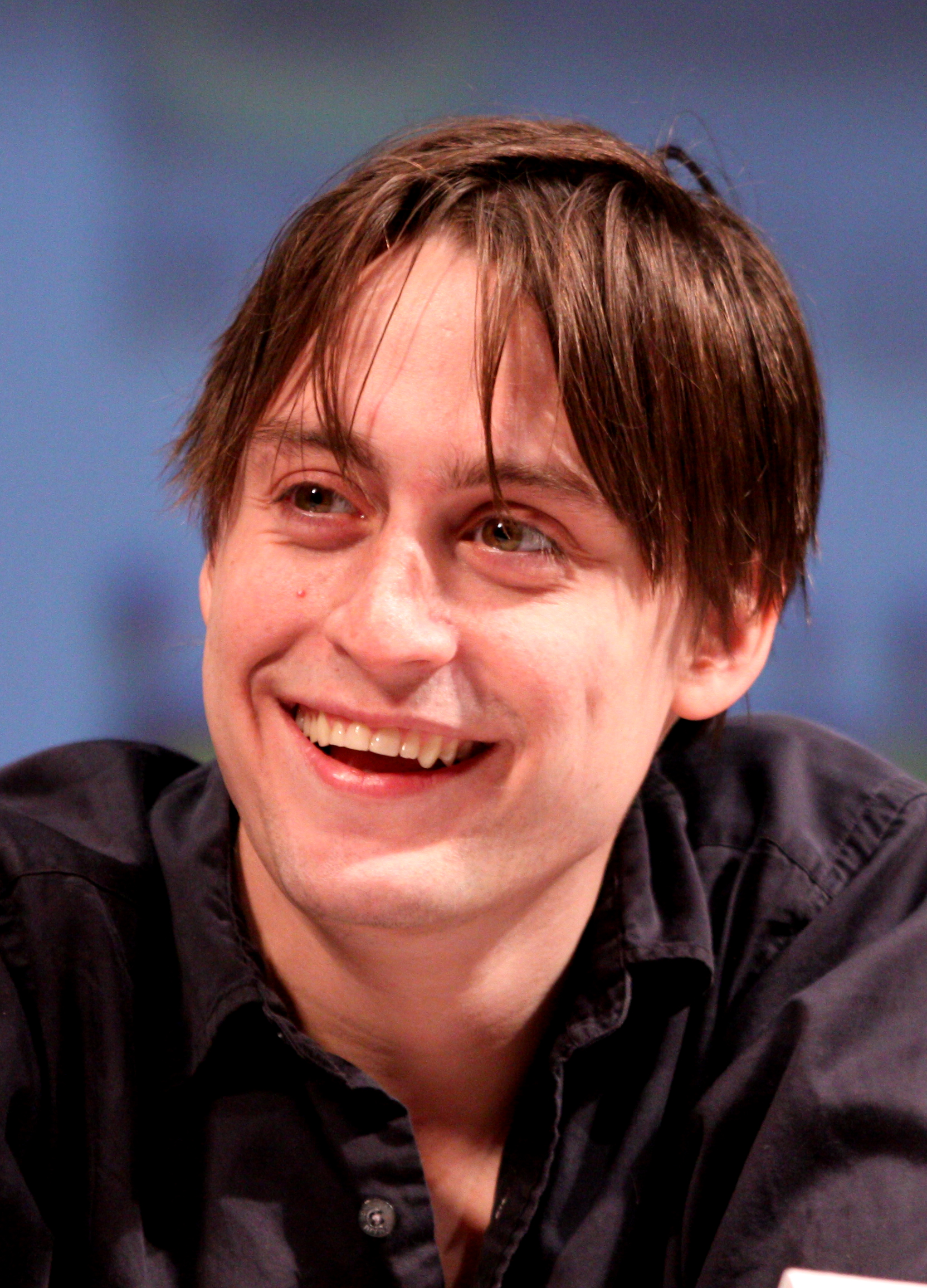
Kieran Culkin (Igby Goes Down), winnaar beste acteur in een komische of muzikale film

### Beste dramafilm
- Far from Heaven
  - Antwone Fisher
  - The Hours
  - The Lord of the Rings: The Two Towers
  - The Quiet American
  - Road to Perdition

### Beste komische of muzikale film
- My Big Fat Greek Wedding
  - About a Boy
  - Adaptation.
  - Igby Goes Down
  - Punch-Drunk Love

### Beste actrice in een dramafilm
- Diane Lane - Unfaithful
  - Salma Hayek - Frida
  - Nicole Kidman - The Hours
  - Julianne Moore - Far from Heaven
  - Meryl Streep - The Hours
  - Sigourney Weaver - The Guys

### Beste acteur in een dramafilm
- Michael Caine - The Quiet American
- Daniel Day-Lewis - Gangs of New York
  - Tom Hanks - Road to Perdition
  - Jack Nicholson - About Schmidt
  - Edward Norton - 25th Hour
  - Robin Williams - One Hour Photo

### Beste actrice in een komische of muzikale film
- Jennifer Westfeldt - Kissing Jessica Stein
  - Jennifer Aniston - The Good Girl
  - Maggie Gyllenhaal - Secretary
  - Catherine Keener - Lovely & Amazing
  - Nia Vardalos - My Big Fat Greek Wedding
  - Renée Zellweger - Chicago

### Beste acteur in een komische of muzikale film
- Kieran Culkin - Igby Goes Down
  - Nicolas Cage - Adaptation.
  - Hugh Grant - About a Boy
  - Sam Rockwell - Confessions of a Dangerous Mind
  - Adam Sandler - Punch-Drunk Love
  - Aaron Stanford - Tadpole

### Beste actrice in een bijrol in een dramafilm
- Edie Falco - Sunshine State
  - Kathy Bates - About Schmidt
  - Julianne Moore - The Hours
  - Miranda Richardson - Spider
  - Do Thi Hai Yen - The Quiet American
  - Renée Zellweger - White Oleander

### Beste acteur in een bijrol in een dramafilm
- Dennis Haysbert - Far from Heaven
  - Jeremy Davies - Solaris
  - Alfred Molina - Frida
  - Viggo Mortensen - The Lord of the Rings: The Two Towers
  - Paul Newman - Road to Perdition
  - Dennis Quaid - Far from Heaven

### Beste actrice in een bijrol in een komische of muzikale film
- Tovah Feldshuh - Kissing Jessica Stein
  - Toni Collette - About a Boy
  - Lainie Kazan - My Big Fat Greek Wedding
  - Emily Mortimer - Lovely & Amazing
  - Bebe Neuwirth - Tadpole
  - Meryl Streep - Adaptation.

### Beste acteur in een bijrol in een komische of muzikale film
- Michael Constantine - My Big Fat Greek Wedding
  - Chris Cooper - Adaptation.
  - Jake Gyllenhaal - The Good Girl
  - Philip Seymour Hoffman - Punch-Drunk Love
  - Nicky Katt - Full Frontal
  - John C. Reilly - The Good Girl

### Beste niet-Engelstalige film
- Hable con ella, (Spanje)
  - All or Nothing, (Groot-Brittannië)
  - Bloody Sunday, (Ierland/Groot-Brittannië)
  - Alla älskar Alice, (Zweden)
  - Monsoon Wedding, (India)
  - Rain, (Nieuw-Zeeland)
  - Lucía y el sexo, (Frankrijk/Spanje)

### Beste geanimeerde of mixed media film
- Sen to Chihiro no kamikakushi
  - Ice Age
  - Lilo & Stitch
  - Spirit: Stallion of the Cimarron
  - The Wild Thornberrys Movie

### Beste documentaire
- The Kid Stays in the Picture
  - Biggie and Tupac
  - Bowling for Columbine
  - The Cockettes
  - Dogtown and Z-Boys

### Beste regisseur
- Todd Haynes - Far from Heaven
  - Pedro Almodóvar - Hable con ella
  - Stephen Daldry - The Hours
  - Peter Jackson - The Lord of the Rings: The Two Towers
  - Phillip Noyce - The Quiet American
  - Denzel Washington - Antwone Fisher

### Beste origineel script
- Hable con ella - Pedro Almodóvar
  - All or Nothing - Mike Leigh
  - Far from Heaven - Todd Haynes
  - The Good Girl - Mike White
  - Igby Goes Down - Burr Steers
  - Lovely & Amazing - Nicole Holofcener

### Beste bewerkte script
- Adaptation. - Charlie Kaufman en Donald Kaufman
  - Chicago - Bill Condon
  - The Lord of the Rings: The Two Towers - Philippa Boyens, Peter Jackson, Stephen Sinclair en Fran Walsh
  - My Big Fat Greek Wedding - Nia Vardalos
  - The Pianist - Ronald Harwood

### Beste filmsong
- "Something to Talk About" - Bonnie Raitt - About a Boy
  - "8 Mile" - 8 Mile
  - "Die Another Day" - Die Another Day
  - "Girl On the Roof" - Van Wilder
  - "Love Is a Crime" - Chicago
  - "Work It Out" - Austin Powers in Goldmember

### Beste cinematografie
- Road to Perdition - Conrad L. Hall
  - Far from Heaven
  - Gangs of New York
  - The Lord of the Rings: The Two Towers
  - Minority Report

### Beste visuele effecten
- The Lord of the Rings: The Two Towers
  - Gangs of New York
  - Minority Report
  - Road to Perdition
  - Spider-Man

### Beste montage
- Gangs of New York - Thelma Schoonmaker
  - Insomnia
  - The Lord of the Rings: The Two Towers
  - One Hour Photo
  - Spider-Man

### Beste soundtrack
- "Frida" - Elliot Goldenthal
  - "24 Hour Party People" - Liz Gallacher
  - "25th Hour" - Terence Blanchard
  - "About a Boy" - Damon Gough
  - "Roger Dodger" - Craig Wedren

### Beste geluidseffecten
- Solaris
  - Gangs of New York
  - The Lord of the Rings: The Two Towers
  - Minority Report
  - Signs

### Beste Art Direction
- Gangs of New York - Dante Ferretti
  - Catch Me If You Can
  - CQ
  - Frida
  - Road to Perdition

### Beste kostuums
- Frida - Julie Weiss
  - Austin Powers in Goldmember
  - Gangs of New York
  - Road to Perdition
  - Star Wars Episode II: Attack of the Clones

## Televisie

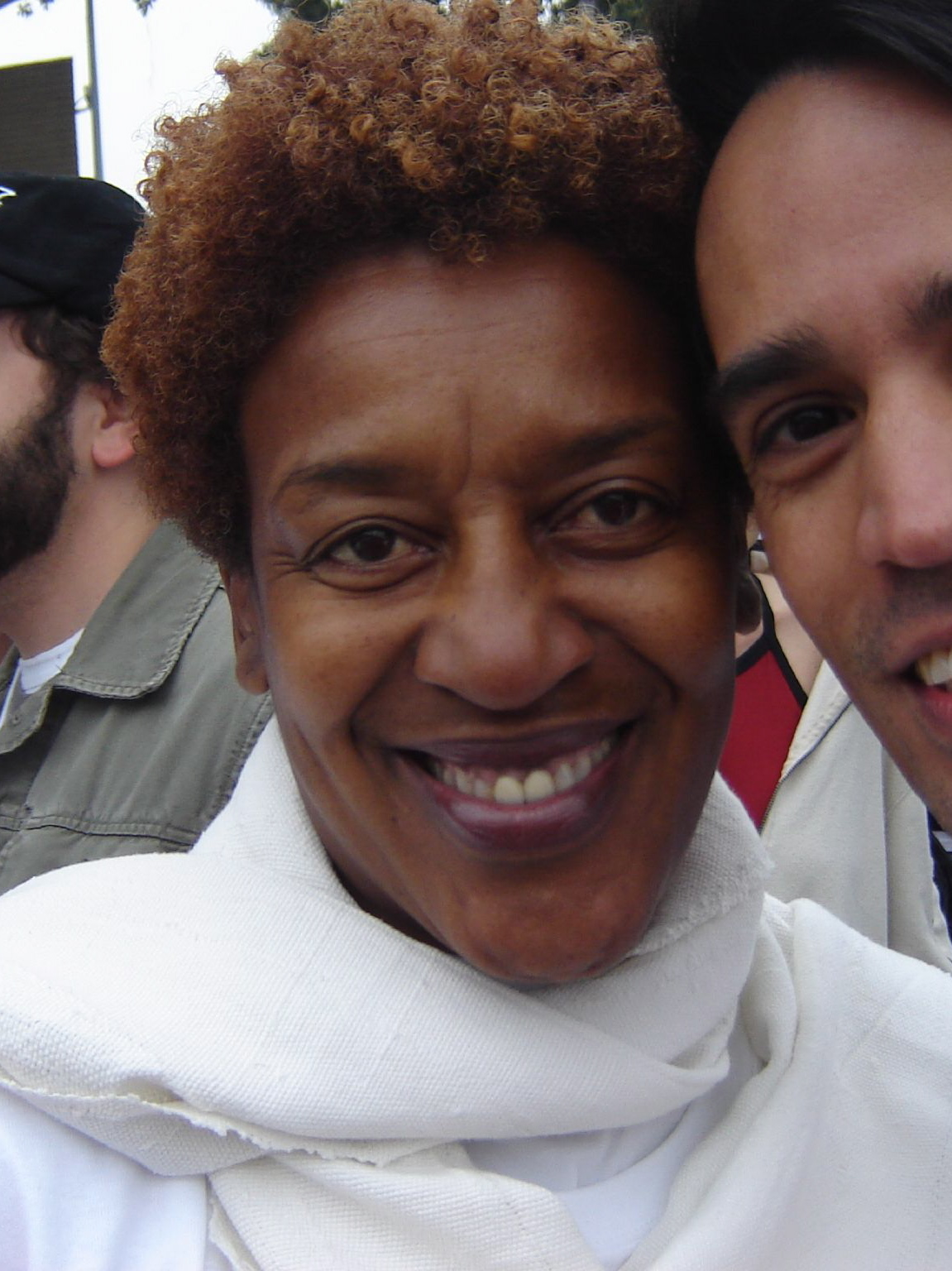
CCH Pounder (The Shield), winnaar beste actrice in een dramaserie

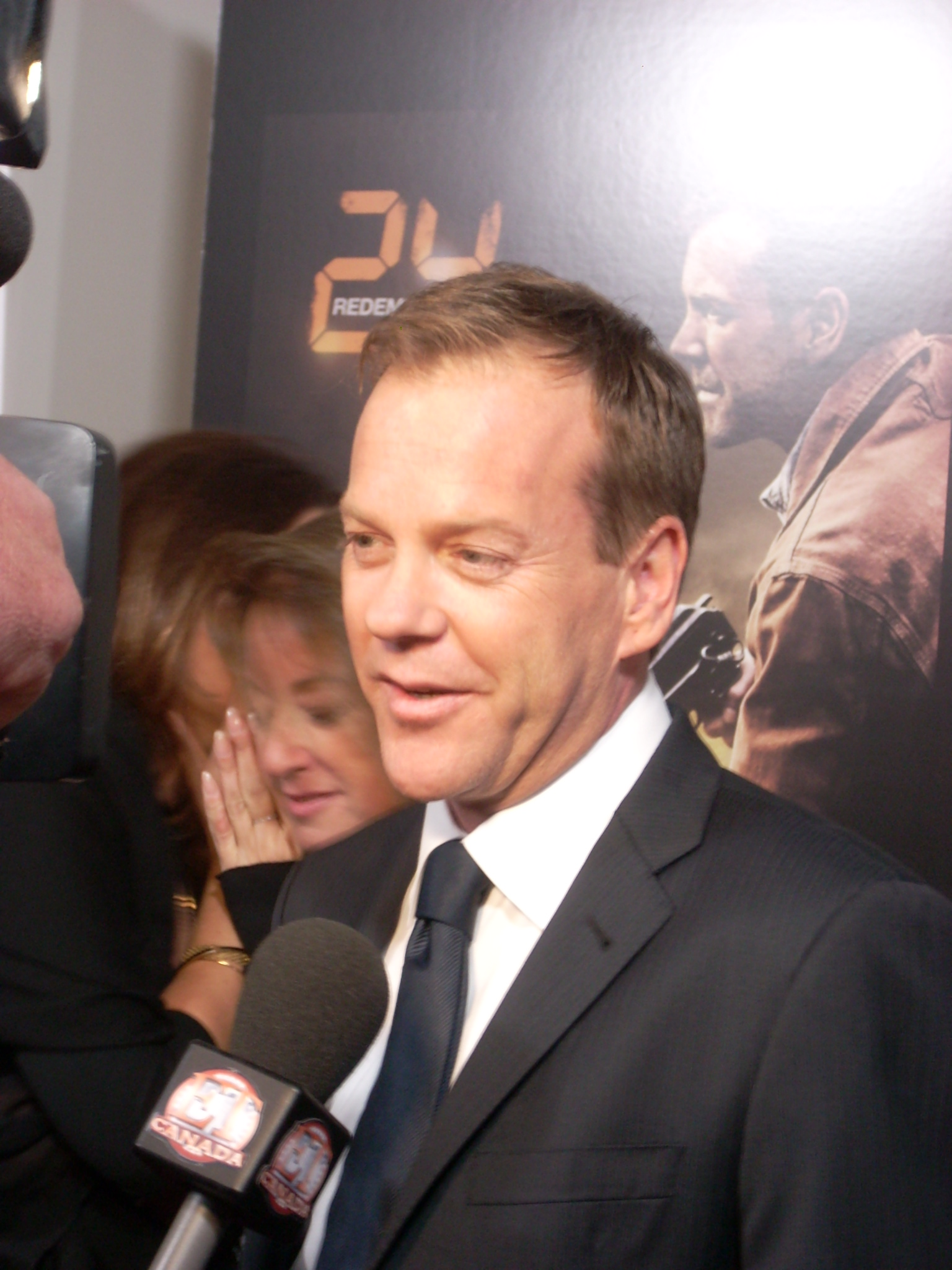
Kiefer Sutherland (24), winnaar beste acteur in een dramaserie

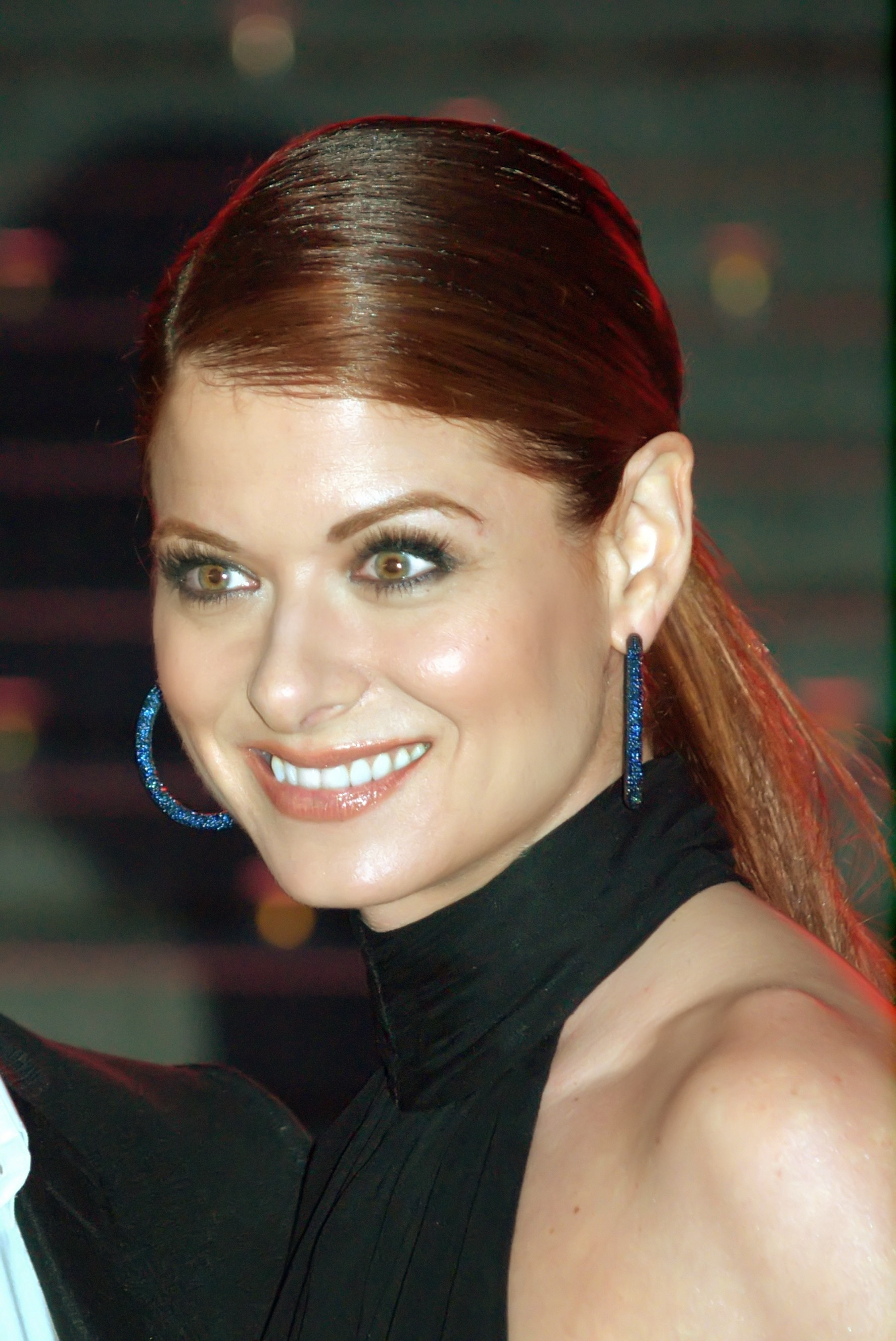
Debra Messing (Will & Grace), winnaar beste actrice in een komische of muzikale serie

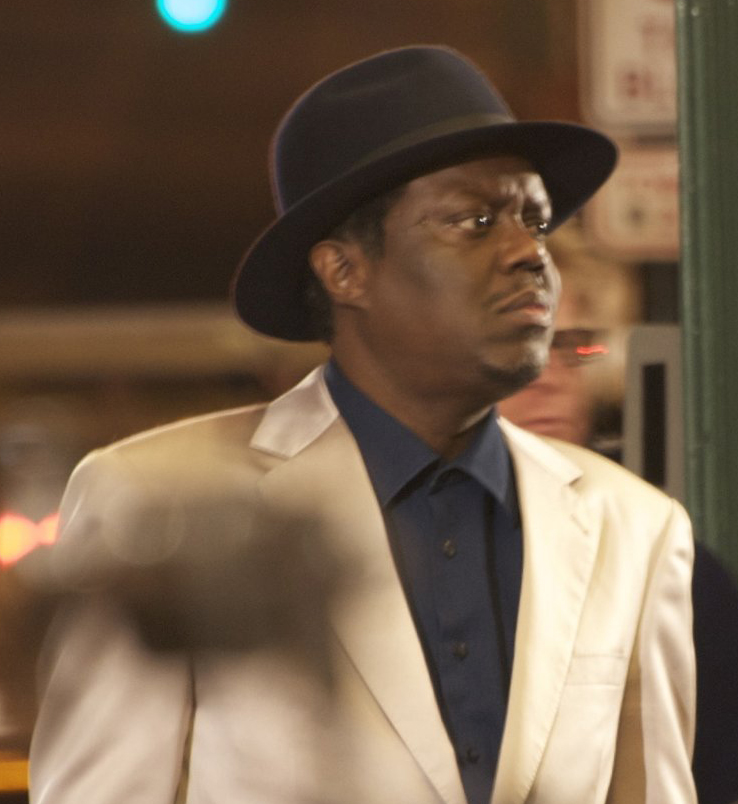
Bernie Mac (The Bernie Mac Show), winnaar beste acteur in een komische of muzikale serie

### Beste dramaserie
- CSI: Crime Scene Investigation
  - 24
  - Alias
  - Buffy the Vampire Slayer
  - Without a Trace

### Beste komische of muzikale serie
- The Bernie Mac Show
  - Curb Your Enthusiasm
  - Friends
  - Gilmore Girls
  - Scrubs

### Beste miniserie
- Taken
  - The Forsyte Saga
  - Master Spy: The Robert Hanssen Story
  - Living with the Dead
  - Shackleton

### Beste televisiefilm
- Door to Door
  - The Gathering Storm
  - Keep the Faith, Baby
  - The Laramie Project
  - Path to War

### Beste actrice in een dramaserie
- CCH Pounder - The Shield
  - Jennifer Garner - Alias
  - Sarah Michelle Gellar - Buffy the Vampire Slayer
  - Allison Janney - The West Wing
  - Maura Tierney - ER

### Beste acteur in een dramaserie
- Kiefer Sutherland - 24
  - Michael Chiklis - The Shield
  - Peter Krause - Six Feet Under
  - Chi McBride - Boston Public
  - Martin Sheen - The West Wing

### Beste actrice in een komische of muzikale serie
- Debra Messing - Will & Grace
  - Jennifer Aniston - Friends
  - Alexis Bledel - Gilmore Girls
  - Lauren Graham - Gilmore Girls
  - Bonnie Hunt - Life with Bonnie

### Beste acteur in een komische of muzikale serie
- Bernie Mac - The Bernie Mac Show
  - Matt LeBlanc - Friends
  - Eric McCormack - Will & Grace
  - John C. McGinley - Scrubs
  - Damon Wayans - My Wife and Kids

### Beste actrice in een televisiefilm of miniserie
- Vanessa L. Williams - Keep the Faith, Baby
  - Kathy Bates - My Sister's Keeper
  - Stockard Channing - The Matthew Shepard Story
  - Marcia Gay Harden - King of Texas
  - Vanessa Redgrave - The Gathering Storm

### Beste acteur in een televisiefilm of miniserie
- William H. Macy - Door to Door
  - Ted Danson - Living with the Dead
  - Albert Finney - The Gathering Storm
  - Harry Lennix - Keep the Faith, Baby
  - Patrick Stewart - King of Texas

### Beste actrice in een bijrol in een dramaserie
- Sarah Clarke - 24
  - Emma Caulfield - Buffy the Vampire Slayer
  - Loretta Devine - Boston Public
  - Alyson Hannigan - Buffy the Vampire Slayer
  - Lena Olin - Alias

### Beste acteur in een bijrol in een dramaserie
- Victor Garber - Alias
  - Dennis Haysbert - 24
  - Anthony Heald - Boston Public
  - James Marsters - Buffy the Vampire Slayer
  - Ron Rifkin - Alias

### Beste actrice in een bijrol in een komische of muzikale serie
- Doris Roberts - Everybody Loves Raymond
  - Kelly Bishop - Gilmore Girls
  - Christa Miller - Scrubs
  - Megan Mullally - Will & Grace
  - Cynthia Nixon - Sex and the City

### Beste acteur in een bijrol in een komische of muzikale serie
- Eric Roberts - Less Than Perfect
  - Sean Hayes - Will & Grace
  - Peter MacNicol - Ally McBeal
  - Chris Noth - Sex and the City
  - David Hyde Pierce - Frasier

### Beste actrice in een bijrol in een televisiefilm of miniserie
- Helen Mirren - Door to Door
  - Queen Latifah - Living with the Dead
  - Amy Madigan - Just a Dream
  - Sissy Spacek - Last Call
  - Frances Sternhagen - The Laramie Project

### Beste acteur in een bijrol in een televisiefilm of miniserie
- Linus Roache - The Gathering Storm
  - Jim Broadbent - The Gathering Storm
  - Jeremy Davies - The Laramie Project
  - Terry Kinney - The Laramie Project
  - Roy Scheider - King of Texas